# Heterixalus carbonei
Espèce
Statut de conservation UICN

 LC  : Préoccupation mineure
Heterixalus carbonei est une espèce d'amphibiens de la famille des Hyperoliidae.

## Répartition et habitat
Cette espèce est endémique de Madagascar. Elle se rencontre, :
- dans l'ouest de l'île dans le parc national de Kirindy Mitea et dans le parc national du Tsingy de Bemaraha en dessous de 200 m d'altitude ;
- dans le nord de l'île dans le parc national de la Montagne d'Ambre à environ 900 m d'altitude.

Elle vit dans la forêt tropicale sèche à l'ouest et dans la forêt tropicale humide au nord.

## Étymologie
Cette espèce est nommée en l'honneur d'Ermanno Carbone.

## Publication originale
- Vences, Glaw, Jesu & Schimmenti, 2000 : A new species of Heterixalus (Amphibia: Hyperoliidae) from western Madagascar. African Zoology, vol. 35, p. 269-276 (texte intégral).